# Benjamin Baillaud

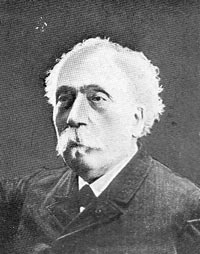
Benjamin Baillaud

Édouard Benjamin Baillaud (ur. 14 lutego 1848 w Chalon-sur-Saône, zm. 8 lipca 1934 w Paryżu) – francuski astronom.

## Życiorys
Studiował w École normale supérieure oraz na Sorbonie. W latach 1878–1907 kierował obserwatorium w Tuluzie (Observatoire de Toulouse), a w latach 1907–1926 obserwatorium paryskim.
Prowadził badania z zakresu mechaniki nieba, a szczególnie ruchem satelitów Saturna.
Jego imieniem nazwano krater Baillaud na Księżycu oraz planetoidę (11764) Benbaillaud. Asteroida (1280) Baillauda została nazwana na cześć jego syna Jules’a Baillauda.